# Жуан Маріу (футболіст, 2000)
Жуан Маріу (порт. João Mário, нар. 3 січня 2000, Сан-Жуан-да-Мадейра) — португальський футболіст, захисник клубу «Порту».
Виступав, зокрема, за клуб «Порту Б», а також молодіжну збірну Португалії.
Дворазовий чемпіон Португалії. Триразовий володар Кубка Португалії. Володар Суперкубка Португалії.

## Клубна кар'єра
Народився 3 січня 2000 року в місті Сан-Жуан-да-Мадейра.
У дорослому футболі дебютував 2018 року виступами за команду «Порту Б», у якій провів два сезони, взявши участь у 36 матчах чемпіонату. 
До складу клубу «Порту» приєднався 2020 року. Станом на 15 травня 2023 року відіграв за клуб з Порту 62 матчі в національному чемпіонаті.

## Виступи за збірні
У 2018 році дебютував у складі юнацької збірної Португалії (U-19), загалом на юнацькому рівні взяв участь у 22 іграх, відзначившись 3 забитими голами.
З 2020 року залучався до складу молодіжної збірної Португалії. На молодіжному рівні зіграв у 15 офіційних матчах, забив 1 гол.

## Титули і досягнення
- Чемпіон Португалії (2):

«Порту»: 2019-2020, 2021-2022
- Володар Кубка Португалії (4):

«Порту»: 2019-2020, 2021-2022, 2022-2023, 2023-2024
- Володар Суперкубка Португалії (3):

«Порту»: 2020, 2022, 2024
- Володар Кубка португальської ліги (1):

«Порту»: 2022-2023
- Переможець Юнацької ліги УЄФА (1):

«Порту»: 2018-2019